# 1000-km-Rennen von Brands Hatch 1988

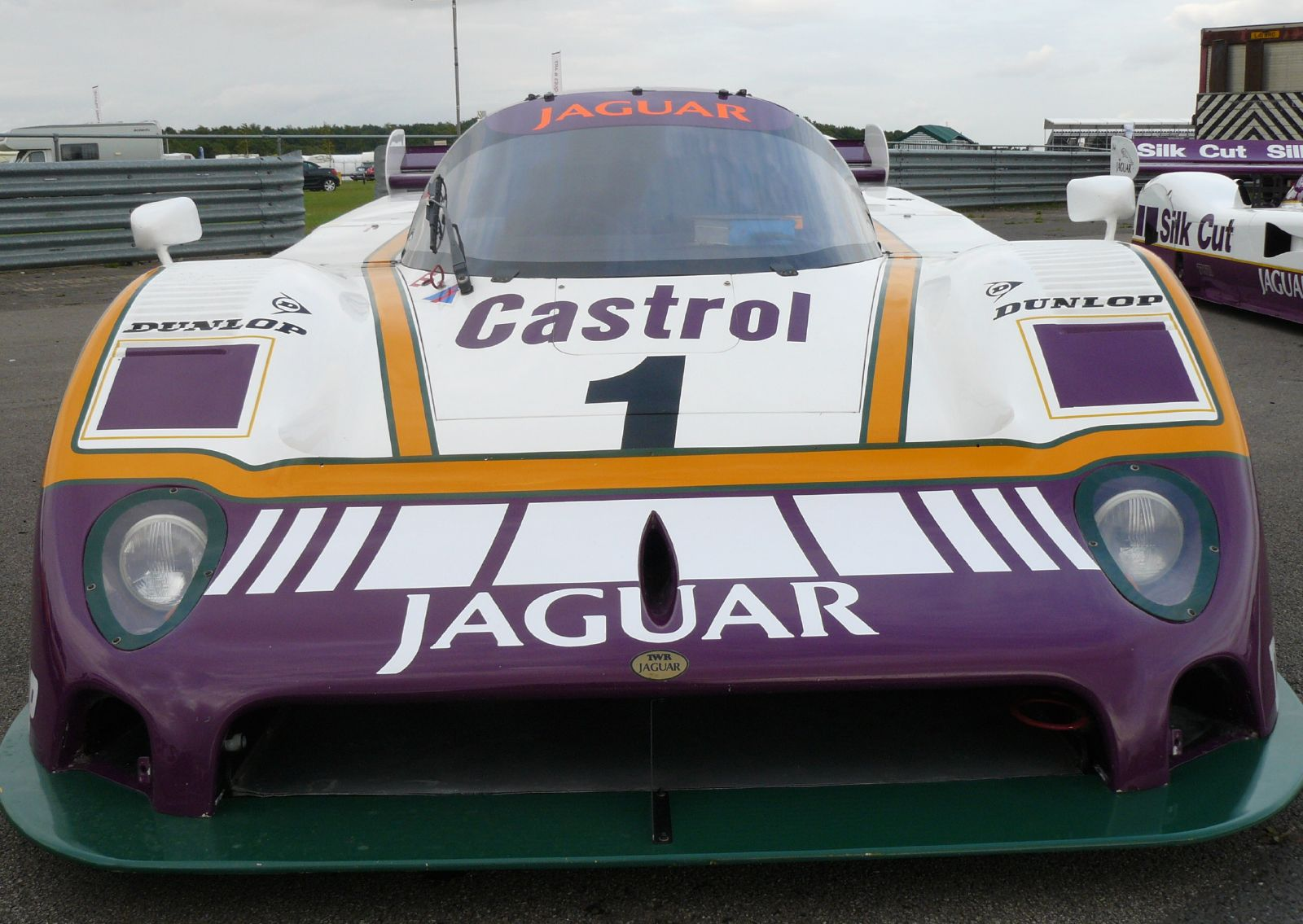
Jaguar XJR-9; Siegerwagen von John Nielsen, Martin Brundle und Andy Wallace

Das 18. 1000-km-Rennen von Brands Hatch, auch Brands Hatch 1000 kms, FIA World Sports-Prototype Championship, Brands Hatch, fand am 24. Juli 1988 statt und war der siebte Lauf zur Sportwagen-Weltmeisterschaft dieses Jahres.

## Das Rennen
Die Pole-Position für das 1000-km-Rennen auf der Rennstrecke von Brands Hatch, erreichte der Italiener Mauro Baldi auf einem Sauber C9. Die gefahrene Zeit von 1.14,710 Minuten entsprach einer Durchschnittsgeschwindigkeit von 203,109 km/h. Das Rennen gewannen John Nielsen, Martin Brundle und Andy Wallace auf einem Jaguar XJR-9.

## Ergebnisse

### Schlussklassement
| 1               | C1 | 1   | Silk Cut Jaguar             | John Nielsen Martin Brundle Andy Wallace             | Jaguar XJR-9 | 240 |
| 2               | C1 | 7   | Joest Racing                | Klaus Ludwig Bob Wollek                              | Porsche 962C | 239 |
| 3               | C1 | 61  | Team Sauber Mercedes        | Mauro Baldi Jean-Louis Schlesser                     | Sauber C9    | 235 |
| 4               | C2 | 111 | Spice Engineering           | Gordon Spice Ray Bellm                               | Spice SE88C  | 224 |
| 5               | C2 | 103 | Spice Engineering           | Almo Coppelli Thorkild Thyrring                      | Spice SE88C  | 224 |
| 6               | C2 | 121 | GP Motorsport               | Costas Los Wayne Taylor                              | Spice SE87C  | 219 |
| 7               | C1 | 40  | Swiss Team Salamin          | Antoine Salamin Giovanni Lavaggi Jean-Denis Delétraz | Porsche 962C | 217 |
| 8               | C2 | 107 | Chamberlain Engineering     | Claude Ballot-Léna Jean-Louis Ricci                  | Spice SE88C  | 211 |
| 9               | C2 | 109 | Kelmar Racing               | Ranieri Randaccio Maurizio Cellini                   | Tiga GC288   | 206 |
| 10              | C2 | 117 | Team Lucky Strike Schanche  | Will Hoy Martin Schanche                             | Argo JM19C   | 205 |
| 11              | C2 | 191 | PC Automotive               | Richard Piper Olindo Iacobelli                       | Argo JM19C   | 192 |
| 12              | C2 | 123 | Charles Ivey Racing         | Tim Harvey Chris Hodgetts Robin Donovan              | Tiga GC287   | 196 |
| Nicht klassiert |    |     |                             |                                                      |              |     |
| 13              | C2 | 198 | Roy Baker Racing            | Stephen Hynes John Bartlett Max Cohen-Olivar         | Tiga GC286   | 104 |
| Ausgefallen     |    |     |                             |                                                      |              |     |
| 14              | C1 | 2   | Silk Cut Jaguar             | Jan Lammers Johnny Dumfries                          | Jaguar XJR-9 | 212 |
| 15              | C1 | 8   | Joest Racing                | Frank Jelinski Louis Krages                          | Porsche 962C | 131 |
| 16              | C2 | 115 | ADA Engineering             | Fritz Glatz John Sheldon Tim Lee-Davey               | ADA 03       | 123 |
| 17              | C2 | 125 | Patrick Oudet Vetir Racing  | Jean-Claude Ferrarin Dominique Lacaud                | Tiga CG85    | 122 |
| 18              | C1 | 42  | Noël del Bello              | Hervé Regout Bernard Santal Noël del Bello           | Sauber C8    | 104 |
| 19              | C2 | 112 | FAI Automotive Ltd.         | Sean Walker Paul Scott Ian Flux                      | Tiga GC287   | 89  |
| 20              | C2 | 127 | Chamberlain Engineering     | Nick Adams Martin Birrane                            | Spice SE86C  | 122 |
| 21              | C1 | 3   | Silk Cut Jaguar             | John Watson Davy Jones                               | Jaguar XJR-9 | 39  |
| 22              | C2 | 177 | Automobiles Louis Descartes | Michel Lateste Gérard Tremblay Del Bennett           | ALD 04       | 25  |
| 23              | C1 | 62  | Team Sauber Mercedes        | Jochen Mass Jean-Louis Schlesser                     | Sauber C9    | 7   |

### Nur in der Meldeliste
Hier finden sich Teams, Fahrer und Fahrzeuge, die ursprünglich für das Rennen gemeldet waren, aber aus den unterschiedlichsten Gründen daran nicht teilnahmen.
| Pos. | Klasse | Nr.  | Team               | Fahrer                                               | Chassis      |
| ---- | ------ | ---- | ------------------ | ---------------------------------------------------- | ------------ |
| 24   | C2     | 123T | Charles Ivy Racing | Tim Harvey Chris Hodgetts Robin Donovan              | Tiga GT287   |
| 25   | C1     | 1T   | Silk Cut Jaguar    |                                                      | Jaguar XJR-9 |
| 26   | C1     | 24   | Dollop Racing      | Jean-Pierre Frey Nicola Marozzo Massimo Monti        | Lancia LC2   |
| 27   | C2     | 106  | Kelmar Racing Team | Maurizio Gellini Ranieri Randaccio Pasquale Barberio | Tiga GC288   |
| 28   | C2     | 124  | MT Sport Racing    | Jean Messaoudi Pierre-François Rousselot             | Argo JM19C   |
| 29   | C2     | 182  | Techno Racing      | David Mercer Del Bennett                             | Alba AR3     |

### Klassensieger
| Klasse | Fahrer       | Fahrer         | Fahrer       | Fahrzeug     | Platzierung im Gesamtklassement |
| ------ | ------------ | -------------- | ------------ | ------------ | ------------------------------- |
| C1     | John Nielsen | Martin Brundle | Andy Wallace | Jaguar XJR-9 | Gesamtsieg                      |
| C2     | Gordon Spice | Ray Bellm      |              | Spiece SE88C | Rang 4                          |

### Renndaten
- Gemeldet: 29
- Gestartet: 23
- Gewertet: 12
- Rennklassen: 2
- Zuschauer: 30000
- Wetter am Renntag: leichter Regen
- Streckenlänge: 4,184 km
- Fahrzeit des Siegerteams: 5:33:23,080 Stunden
- Gesamtrunden des Siegerteams: 240
- Gesamtdistanz des Siegerteams: 1004,308 km
- Siegerschnitt: 180,747 km/h
- Pole Position: Mauro Baldi – Sauber C9 (#61) – 1:14,170 = 203,109 km/h
- Schnellste Rennrunde: Jean-Louis Schlesser – Sauber C9 (# 62) – 1:15.820 = 198,690 km/h
- Rennserie: 7. Lauf zur Sportwagen-Weltmeisterschaft 1988